# Vallasån
Vallasån är ett vattendrag i Falu kommun i Dalarna. Längden är cirka 10 kilometer, inklusive källflöden 14 kilometer.
Vallasån rinner upp öster om sjön Balungen mer än 300 m ö.h., och strömmar västerut genom Öregrundsdammen ut mot Kalven (en del av Balungen), där den mynnar mitt emot Kalvsnäset.